# Sóslak
Sóslak (1899-ig Szolya, ukránul: Сіль [Szil], oroszul: Сол [Szol], szlovákul: Sola) falu Ukrajnában, Kárpátalján, az Ungvári járásban.
Nevét az itt folyt sóbányászatról kapta.

## Földrajz
Ungvártól 56 km-re északkeletre az Ung partján fekszik. 

## Története

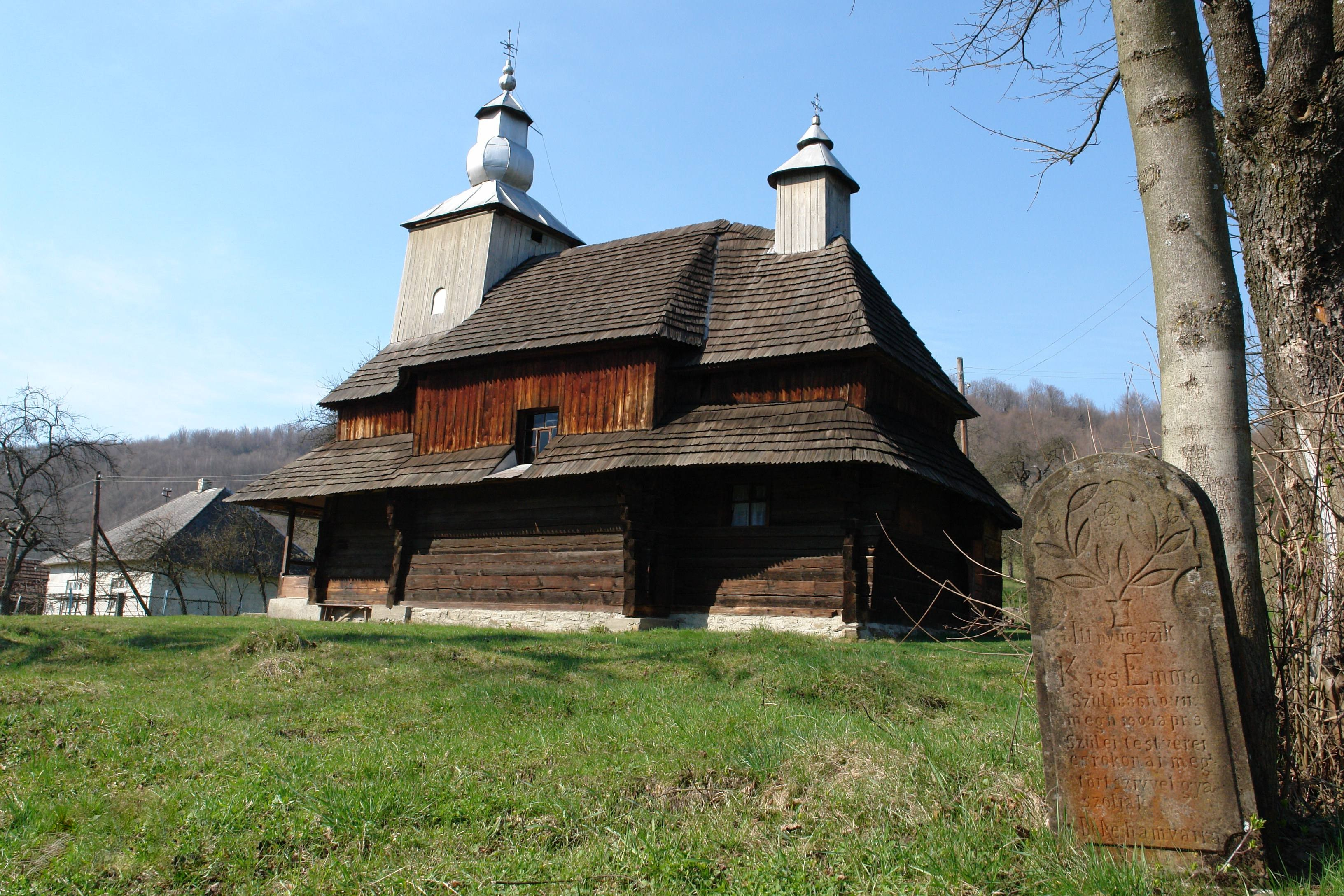
Sóslak fatemploma

A falu feletti hegyoldalon álló Szent Lászlónak szentelt fatemplomát 1703-ban építették és a galíciai Szjánkiból hozták ide 1834-ben. 1910-ben 530, többségben ruszin lakosa volt, jelentős magyar kisebbséggel.
A trianoni békeszerződésig Ung vármegye Nagybereznai járásához tartozott. 
2020-ig Domafalva tartozott hozzá. 

## Népesség
Görögkatolikus ruszin lakosai vannak.

| 2001 | 602 |

A népesség anyanyelv szerinti megoszlása a teljes népesség %-ában (2001)

## Közlekedés
A települést érinti a Csap–Ungvár–Szambir–Lviv-vasútvonal.